# نائومی زایزن
نائومی زایزن (به ژاپنی: 財前 直見 Zaizen Naomi)؛ (زادهٔ ۱۰ ژانویهٔ ۱۹۶۶) یک هنرپیشه اهل ژاپن است.
از فیلم‌ها یا برنامه‌های تلویزیونی که وی در آن نقش داشته است می‌توان به آسمان و زمین و زن قلعه‌دار، نائوتورا اشاره کرد.